# Aeropuerto Internacional de Surgut
El Aeropuerto Internacional de Surgut (IATA: SCG) (ICAO: USRR), también conocido como Aeropuerto del Norte de Surgut, es un aeropuerto en la región de Janti-Mansi, en Rusia. Opera vuelos de corto-medio alcance a nivel nacional e internacional, atendiendo servicios de pasajeros y carga. En 2008 por el Aeropuerto de Surgut pasaron 1.013.179 pasajeros.
El espacio aéreo está controlado desde el FIR de Surgut (ICAO: USRR).

## Pista
El aeropuerto de Surgut dispone de una pista de asfalto en dirección 07/25 de 2.790x45 m. (9.153x148 pies).
El pavimento es del tipo 29/R/A/X/T, y es adecuado para ser utilizado por los siguientes tipos de aeronaves: Antonov An-12, Ilyushin Il-18, Ilyushin Il-76, Tupolev Tu-134, Tupolev Tu-154, Tupolev Tu-204, Yakovlev Yak-42, Boeing 737 y clases menores, así como todo tipo de helicópteros.

## Aerolíneas y destinos
| Aerolíneas           | Destinos |
| -------------------- | --- |
| Aeroflot             | Moscú–Sheremetyevo |
| Avia Traffic Company | Bishkek, Osh |
| NordStar             | Krasnoyarsk–Yemelyanovo, Tomsk |
| Pobeda               | Makhachkala, Moscú–Vnukovo |
| Rossiya              | San Petersburgo |
| S7 Airlines          | Novosibirsk |
| Ural Airlines        | Moscú–Domodedovo, Ufa |
| Utair                | Baku, Beloyarsk, Irkutsk, Khujand, Krasnodar, Krasnoyarsk–Yemelyanovo, Kurgán, Moscú–Vnukovo, Nizhny Nóvgorod, Novosibirsk, Omsk, Perm, San Petersburgo, Tobolsk, Tomsk, Tiumén, Ufá, Ekaterinburgo Estacional: Anapa, Gelendzhik, Makhachkala, Sochi, Taskent, Ereván |
| UVT Aero             | Bugulma, Kazan |
| Yamal Airlines       | Igarka, Tiumén |